# 荘厳寺
荘厳寺（しょうごんじ）は、東京都渋谷区本町二丁目にある真言宗室生寺派の寺院である。山手通りと水道道路の交差点近くに位置する。一般には幡ヶ谷の不動様、幡ヶ谷不動尊などで知られている。

## 総説
荘厳寺は新義真言宗室生寺派に属し、寺号を光明山真言院荘厳寺と称する。創建は永禄4年（1561年）で、本尊は薬師如来である。江戸時代には幡ヶ谷村の鎮守氷川神社の別当寺として勢力を有した。
境内にはかつて本尊を祭る本堂のほかに不動堂と大師堂とがあったが、昭和20年（1945年）にアメリカ軍による空襲を受けてすべての建物を焼失した。しかし、本尊の薬師如来像、不動堂本尊の不動明王像と大師堂本尊の弘法大師像は緊急の処置を講じてあって難を免れた。そして戦後の復興に当たって、他より本堂を譲り受けて移築して本堂とし、上記3像を一堂に集めて安置した。

## 幡ヶ谷不動尊
幡ヶ谷不動尊と呼ばれる不動明王像は延享4年（1747年）に多摩郡宅部村（現在の東村山市）三光院から荘厳寺に遷祀され、古くから江戸近郷の三不動（成田山、光明山、高幡山）の一つとして広く尊崇を集めた。『江戸名所図会』には「幡ヶ谷不動明王」の条を立てて紹介されている。また寺の前の道路は「不動通り」と呼ばれ、古くから不動尊への参道としてにぎわい、現在は商店街 「不動通り商店街」となっている。